# Roque Schneider
Roque Schneider SJ (Cerro Largo, 14 de janeiro de 1933 — São Paulo, 26 de fevereiro de 2023) foi presbítero católico, autor, radialista e apresentador de televisão brasileiro. Era religioso professo da Companhia de Jesus e, por dois períodos, foi diretor nacional do Apostolado da Oração (atual Rede Mundial de Oração pelo Papa).

## Biografia
Nasceu em Cerro Largo, no Rio Grande do Sul, em 1933. Ingressou no noviciado da Companhia de Jesus em Pareci Novo, e fez toda a formação inicial, a exceção do noviciado e do magistério, na cidade gaúcha de São Leopoldo, onde foi ordenado em 7 de dezembro de 1964. Realizou seus estudos de Letras Clássicas, Filosofia e Teologia com os padres jesuítas.
Estudou Jornalismo e Cinema, tendo ampla atuação nos meios de Comunicação e sendo autor de inúmeros artigos e aproximadamente 160 livros. Algumas de suas obras tem mais de vinte edições e fora editadas em alguns países como Colômbia, Argentina, Chile, Venezuela, Paraguai e Estados Unidos: Receitas de Felicidade; Trabalho, Capital Alegria; O Misterioso Pais do Coração; O Lado de Dentro das Coisas dos Fatos da Vida; As Asas do Amor; A Fascinante Grécia; 30 Horas Santas. Além disso, realizou cursos de Comunicação no México, em Roma e na Inglaterra.
Foi diretor nacional do Apostolado da Oração por dois períodos: de 1978 a 1984 e de 1992 a 2006. Esse trabalho permitiu que conhecesse grande parte do Brasil e vários países, o que o tornou conhecido nos ambientes eclesiais. Também ganhou notoriedade pelos programas que apresentou na Rede Vida de Televisão e nas rádios Aparecida, Evangelizar e Imaculada Conceição. Foi membro da Academia Cristã de Letras e do Instituto Histórico e Geográfico de São Paulo.
Desde 2018, devido às suas limitações físicas, já estava com atividades reduzidas e que foram diminuindo pouco a pouco. Faleceu na madrugada de 26 de fevereiro de 2023, na Comunidade de Saúde e Bem-Estar Nossa Senhora da Estrada, na Zona Sul de São Paulo, onde o sacerdote residia desde 2013. Seus restos mortais foram sepultados no jazigo dos jesuítas no Cemitério do Sacratíssimo Sacramento, no Sumaré.